# Горячев, Дмитрий Сергеевич
Дмитрий Сергеевич Горячев (род. 22 апреля 1992 года) — российский регбист.
Воспитанник пензенской школы регби, сын ветерана пензенского регби и тренера ДЮСШ № 8 Сергея Горячева.  Окончил Пензенский государственный университет архитектуры и строительства по специальности «Автомобили и автомобильное хозяйство».
До регби занимался самбо, карате и мини футболом.
С 2011 по 2019 год выступал за пензенский регбийный клуб «Империя». С 2019 по 2020 год выступал за таганрогский клуб «Булава». В 2020 году перешёл в казанскую «Стрелу».
В 2020 году перешел в регбийный клуб "Владивостокские Тигры", который по итогам сезона 2020-2021 занял второе место в Чемпионате Высшей лиги по регби-15, после чего клуб был расформирован.
После почти годовой паузы в профессиональной карьере выступал за РК "Химик" и СК "Ротор". Завершил профессиональную карьеру в 2023 году.
В 2023 году окончательно перешел в американский футбол, продолжив выступления в команде по американскому футболу "Фениксы" из города Пенза. До этого имея эпизодический опыт игры в американский футбол, помог пензенскому клубу завоевать титул чемпионов Первой лиги по американскому футболу, ставший первым за шестнадцатилетнюю историю команды. После матча группового этапа с самарскими "Штормбрингерс" прямо на поле сделал предложение своей будущей жене Веронике. 
Представлял американский футбол во втором сезоне шоу "Раз на раз" канала 2x2.

## Достижения
- Чемпион Высшей лиги по регби-15 в 2013 году
- Чемпион Первой лиги по американскому футболу в 2024 году